# Rio Guder
O rio Guder é um curso de água a região central da Etiópia e um afluente do Abay ou Nilo Azul no qual desagua pela margem esquerda. Este rio tem como afluentes o rio Dabissa e o rio Taranta. O Guder tem uma área de drenagem com aproximadamente 7.011 quilómetros quadrados.
Um residente local de origem grega foi o primeiro homem a construir em 1897 uma ponte sobre este rio.